# Szabolcs Zubai

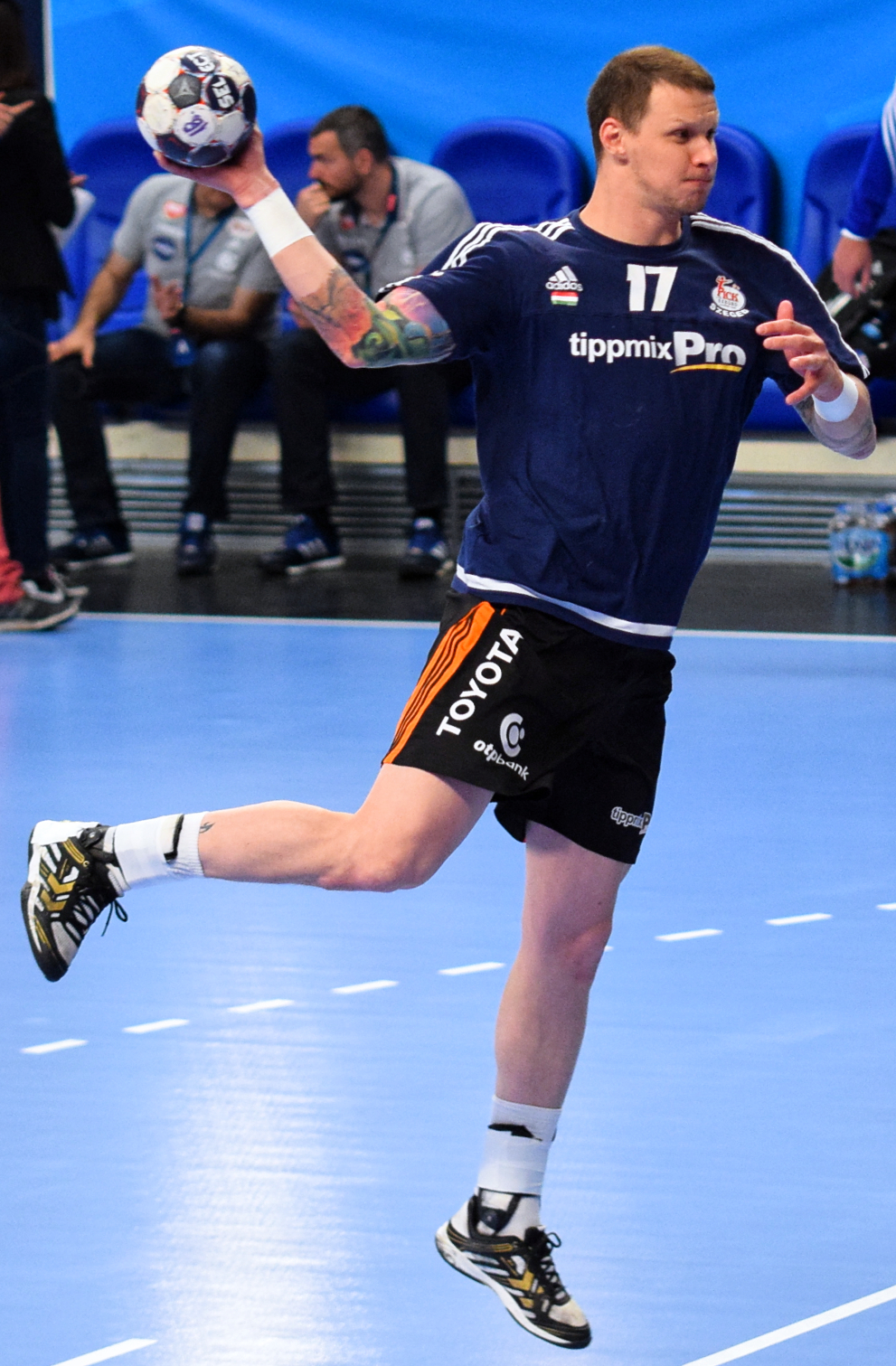
Szabolcs Zubai, 2017

Szabolcs Zubai [ˈsɒboltʃ zubɒ.i] (* 31. März 1984 in Mezőkövesd) ist ein ehemaliger ungarischer Handballspieler.
Der 1,90 Meter große und 90 Kilogramm schwere Kreisläufer stand ab Januar 2009 bei Pick Szeged unter Vertrag, mit dem er 2014 den EHF Europa Pokal und 2018 die ungarische Meisterschaft gewann. Zuvor spielte er bei Dunaferr SE. Mit diesen beiden Vereinen spielte er in der EHF Champions League (2009/10), im EHF-Pokal (Spielzeiten 2002/03 bis 2007/08) und im Europapokal der Pokalsieger (2008/09). Ab dem Sommer 2018 lief er für Orosházi FKSE auf. Nach der Saison 2019/20 beendete er seine Karriere.
Szabolcs Zubai warf in 211 Länderspielen für die ungarische Nationalmannschaft 308 Tore. Er stand im Aufgebot Ungarns für die Europameisterschaft 2010 und 2014. Im Sommer 2012 nahm er an den Olympischen Spielen in London teil.